# روث برايس
روث برايس (بالإنجليزية: Ruth Price)‏ هي مغنية أمريكية، ولدت في 27 أبريل 1938 في فينيكسفيل في الولايات المتحدة.

## وصلات خارجية
- روث برايس على موقع IMDb (الإنجليزية)
- روث برايس على موقع ميوزك برينز (الإنجليزية)
- روث برايس على موقع أول ميوزيك (الإنجليزية)
- روث برايس على موقع ديسكوغز (الإنجليزية)
- روث برايس على موقع كينوبويسك (الروسية)